# Pierre Lefranc
Pour les articles homonymes, voir Pierre Lefranc (homme politique 1815-1877) et Lefranc.
Pierre Lefranc, né le 23 janvier 1922 à Paris 5e où il est mort le 7 janvier 2012,, est un ancien résistant et proche collaborateur du général de Gaulle. Cofondateur avec André Malraux, et premier président, de l'Institut devenu Fondation Charles-de-Gaulle, président de l'Association nationale d'action pour la fidélité au général de Gaulle, il était l'un des « barons du gaullisme ».

## Biographie
Pierre Lefranc naît le 23 janvier 1922 à Paris. Son père, Jean-Abel Lefranc, secrétaire général de la Compagnie internationale de navigation aérienne, est tué dans un accident d'avion en 1928. Son grand-père, Abel Lefranc (1863-1952), archiviste-paléographe, fut professeur au Collège de France et membre de l'Institut Académie des inscriptions et belles-lettres.
Le 11 novembre 1940, encore électrisé par l'appel du 18 Juin 1940  du général de Gaulle, dont il avait eu connaissance le 20, il fait partie des 1000 manifestants contre l'occupant allemand, sur les Champs-Élysées. À cette occasion, il est blessé par une grenade et placé en état d'arrestation, à la Santé puis à Fresnes. Libéré au bout de six mois, il gagne la zone libre et contribue à fonder le réseau de Résistance Liberté. Courant de l'été 1942, il fréquente l'école des cadres d'Uriage,, où il rencontre Hubert Beuve-Méry (futur fondateur du journal Le Monde), avant de gagner l'Espagne et Gibraltar, où, après un séjour de quelques mois (novembre 1942 - mai 1943) dans les prisons de Franco, il rencontre pour la première fois, le 30 mai 1943, le général de Gaulle. Celui-ci l'accueille en ces termes : « Vous en avez mis, du temps, à venir ! Il nous reste beaucoup à faire. ». Il accompagne ensuite le Général à Londres.
Après qu'on a refusé d'exaucer son souhait d'être pilote, il intègre l'École des Cadets, le Saint-Cyr de la France libre, de laquelle il sort diplômé le 1er juin 1944. Il est alors affecté au bureau central de renseignements et d'action (BCRA), les services secrets de la France Libre, avec pour mission de chapeauter et de coordonner les maquis. À cet effet, il est, dans la nuit du 24 au 25 août 1944, dans le cadre de l'Opération « Tilleul », parachuté dans le département de l'Indre. Il prend alors le pseudonyme d'« Arteriole », et participe les armes à la main à la Libération de la France en ramenant, au cours de dangereuses expéditions, de précieux, d'importants renseignements au réseau communiste qui l'a recueilli. Il revient ensuite brièvement à Londres en octobre, puis repart à Paris pour intégrer la 1re compagnie, puis le service politique (à partir de mars 1945), de la DGER (qui a succédé au BCRA comme service de renseignement du Gouvernement Provisoire de la République Française). À l'occasion de ces nouvelles fonctions, en mars 1945, il rejoint en Allemagne le service de presse de l'armée du général de Lattre de Tassigny. Il met fin à ses fonctions le 8 septembre 1945.
Après la guerre, il est brièvement employé comme chargé de mission au ministère de l'Économie, puis rejoint le privé, au Comité d'action pour la productivité dans les assurances. Resté fidèle à de Gaulle, il intègre ensuite les instances dirigeantes du Rassemblement du peuple français (RPF), le parti politique créé par le Général, renonçant par la même occasion à son emploi dans le privé. Il est également, de 1947 à 1951, conseiller municipal RPF à Brive-la-Gaillarde. Il retrouve finalement son emploi dans le monde de l'assurance en 1951, tout en rendant régulièrement visite au Général, avec lequel il a noué de solides relations amicales, à Colombey-les-Deux-Églises, durant la « traversée du désert » de 1952 à 1958.
Le 16 mai 1958, Pierre Lefranc crée l'Association nationale pour le soutien de l'action du général de Gaulle.
En 1958, une fois revenu aux affaires, le général de Gaulle demande à Pierre Lefranc de prendre la direction de son cabinet à la présidence du Conseil. À ce titre, il organise la cérémonie du 18 juin 1958 au cours de laquelle le général de Gaulle fait Winston Churchill Compagnon de la Libération. Une fois le Général à l'Élysée, il devient, chargé de mission (1959 - 1961), puis conseiller technique à la présidence de la République jusqu'en 1963, date à laquelle il intègre le corps préfectoral et devient préfet de l'Indre. En 1965, le Général le charge de diriger sa campagne présidentielle. Pierre Lefranc doit alors faire avec l'inertie de son mentor, qui se refuse à « descendre dans l'arène », et axe en conséquence la campagne sur le travail de terrain des militants en créant des comités départementaux et une « Association pour le soutien au général de Gaulle ». Il est ensuite, et restera à ce poste jusqu'en 1973, nommé président de la Société financière de radiodiffusion (SOFIRAD) où, tout d'abord désireux de remettre de l'ordre dans la maison, afin d'appliquer les directives du Général (qui, d'après Lefranc, ne supportait pas que les organes audiovisuels d'État critiquent sans cesse sa politique), il adopte finalement une politique plus conciliante. En mai 1968, tandis qu'il s'efforce de contrôler les médias, accusés par ses soins de « favoriser la tâche » des manifestants, il organise, en parallèle et en collaboration avec Pierre Juillet et Jacques Foccart, la grande contre-manifestation du 30 mai 1968. Il figure d'ailleurs au premier rang de cette grande contre-manifestation, près d'André Malraux et de Michel Debré. Après le succès de l'entreprise, André Malraux lui dit d'ailleurs avec humour : « Maintenant, Lefranc, vous pouvez aller à la pêche... ». Il crée également, à cette occasion, les Comités pour la défense de la République, qu'il préside jusqu'en mars 1969.
Le 10 novembre 1970 au matin, au lendemain de la mort de De Gaulle, Pierre Lefranc est chargé par l'amiral Philippe de Gaulle (le fils du Général) de s'entretenir avec le président Georges Pompidou, à qui le Général a remis en 1952 un exemplaire de son testament, des dites dispositions testamentaires. Par la même occasion, il informe le Premier ministre Jacques Chaban-Delmas, qui venait d'arriver à l'Élysée, du décès du Général.
En 1971, quelques mois après la mort du Général, et conformément aux instructions que celui-ci lui avait laissées, il crée avec André Malraux l'Institut Charles de Gaulle, devenu dans les années 1990 une Fondation.
En 1973, le président Georges Pompidou, avec lequel le courant ne passe plus depuis longtemps, comme pour la plupart des barons du gaullisme, le démissionne finalement de la présidence de la Sofirad. La même année, il fonde la revue L'Appel, destinée à être une tribune pour les « gaullistes de conviction ».
Il s'éloigne dès lors du champ politique pour se consacrer à l'Institut Charles de Gaulle, ainsi qu'à l'écriture de plusieurs ouvrages consacrés au Général et au gaullisme.
Il sort toutefois de sa réserve dans les années 1990 et 2000 pour critiquer la présidence de Jacques Chirac, auquel il reproche notamment l'instauration du quinquennat et la reconnaissance de la responsabilité de l'État français dans la déportation des Juifs français au cours de la Seconde Guerre mondiale, qui met à bas la doctrine gaullienne déclarant « nul et non avenu » le régime de Vichy,. Il se monte également critique vis-à-vis de Nicolas Sarkozy. Il figure d'ailleurs parmi les signataires de « l'appel républicain » de l'hebdomadaire Marianne, aux côtés notamment de Ségolène Royal, de François Bayrou, de Jean-Pierre Chevènement ou de Nicolas Dupont-Aignan. Déçu par la droite, qui n'incarne plus à ses yeux le gaullisme, il se rapproche de Jean-Pierre Chevènement, pour lequel il appelle à voter en 2002, déclarant qu'il est « le seul à parler de la France ».
Il est présent aux universités de rentrée de Debout la République, parti souverainiste se réclamant du gaullisme social fondé par Nicolas Dupont-Aignan, le 7 septembre 2008 à Dourdan. Dans son discours, en tant que témoin, il s’interroge : « Que reste-il aujourd’hui de la construction et de l’œuvre de Charles de Gaulle ? Peu de choses, rien presque. », puis ajoute « Je crois que si nous sommes réunis ici, c’est pour refuser l’abdication de notre pays, et malheureusement on en prend la direction ».
Il meurt le 7 janvier 2012 à l'hôpital du Val de Grâce, à la veille de ses quatre-vingt-dix ans.

## Lien filial avec Charles de Gaulle?
Des rumeurs ont longtemps couru sur la possibilité que Lefranc ait été le fils naturel du général de Gaulle. Franz-Olivier Giesbert rappelle ainsi que « par sa taille, sa vastitude et sa gouaille, [il] rappelait beaucoup de Gaulle », d'autant plus que le Général prenait souvent des nouvelles de Lefranc auprès de ses supérieurs, d'après des confidences de Pierre Messmer, ce qui n'était pas fréquent. Lefranc a toujours démenti ce bruit de couloir avec amusement : « il a un peu flatté ma mère, plus gaulliste encore que moi ! » écrivait-il dans Gouverner selon de Gaulle.

## Pierre Lefranc et le gaullisme
Pierre Lefranc fait figure, parmi d'autres, de théoricien orthodoxe du gaullisme. Pour lui, le gaullisme est à la fois la défense de certaines valeurs (l'indépendance et l'identité nationale, par exemple), une théorie politique et constitutionnelle (acceptation du principe de séparation des pouvoirs cher à Montesquieu, mais en affirmant la primauté du pouvoir exécutif sur le législatif, refus en conséquence du régime d'assemblée, élection du président de la République au suffrage universel direct…) et un comportement particulier (l'insoumission, la capacité à dire « non », un certain goût, finalement, pour la rébellion…). À la fin de sa vie, il a plusieurs fois estimé que le gaullisme n'existait pratiquement plus au sein de la classe politique : « Le gaullisme aura duré trente ans. Une génération, en somme... ».

## Carrière de romancier
Il publiera, sous le pseudonyme de Pierre Lamballe, plusieurs romans.

## Publications

### Sous son véritable nom
- Voici tes fils, Plon, 1974.
- De Gaulle raconté aux jeunes, en collaboration avec Paul Durand, Éditions G.P, 1975.
- Bengali, en collaboration avec Paul Durand, Éditions G.P, 1976.
- Le vent de la liberté, 1940-1945, Plon, 1976.
- Avec qui vous savez, Plon, 1979.
- Que faire en 1981 ? : Idées simples pour une révolution, Plon.
- De Gaulle, un portrait, Flammarion, 1992.
- De Gaulle à Londres, Éditions Lie Ernest Flam, 1993.
- La tentation de Charles de Gaulle, Flammarion, 1993.
- De Gaulle. Rencontre avec l'Histoire (photobiographie), Paris, Solar, 1994, 112 p.
- Demain, la liberté, 1944-1945, Flammarion, 1997.
- Quinquennat ? Dites leur non « parce que sept ans c'est une chance pour la France », Collectif, Éditions François-Xavier de Guibert-Œil, 2000.
- D'une Résistance l'autre : 1940-1947, Éditions François-Xavier de Guibert-Œil, 2004.
- Vrais et faux gaullistes, en collaboration avec Charles Pasqua, Pierre Messmer, Jean Charbonnel, Pierre Maillard, Nicolas Dupont-Aignan, Jean Foyer, Max Gallo, Alain Larcan et Yves Guéna, Revue Libres du quatrième trimestre, 2006.
- Avec de Gaulle, pendant et après : 1947-2005, Fayard, 2007.
- Gouverner selon de Gaulle, en collaboration avec Geneviève Moll, Fayard, 2008.

### Sous le pseudonyme de Pierre Lamballe
- Drame sur le "Terrifiant" vie et mort à bord d'un sous-marin atomique, Presses de la Cité, 1977.
- Drame au 4e top, Presses de la Cité, 1978.
- Le plein vide, Plon, 1981.
- La fille de l'air, Presses de la Cité, 1983.
- Septième ciel, tout compris, Presses de la Cité, 1984.
- Une demoiselle sur une corde raide, Presses de la Cité, 1985.
- Silence… on détourne, Presses de la Cité, 1986.

## Récompenses et distinctions

### Décorations
- Grand-croix de la Légion d'honneur Il est fait chevalier le 7 juillet 1952, promu officier le 10 avril 1964, commandeur le 24 septembre 1981, élevé à la dignité de grand officier le 31 décembre 1990 et grand-croix le 12 avril 2010[20].
- Grand-croix de l'ordre national du Mérite Il est élevé à la dignité de grand officier le 19 mai 1987, puis grand-croix le 14 novembre 2006[21].
- Croix de guerre 1939–1945
- Médaille de la Résistance française par décret du 14 juin 1946[22]

### Sources
Les papiers personnels de Pierre Lefranc sont conservés aux Archives nationales sous la cote 569AP,